# فرید عابدی
فرید عابدی (انگلیسی: Farid Abedi؛ زاده ۲۸ اوت ۱۹۷۷) یک بازیکن فوتبال اهل ایران است.
تحصیلات : لیسانس فیزیک اتمی و فوق لیسانس مدیریت برنامه‌ریزی